# Tham Khoun Xe
Tham Khoun Xe – jaskinia na rzece Xe Bang Fai, na płaskowyżu Nakhai, o długości korytarzy wynoszącej przynajmniej 14 km, częściowo niezbadana.
Jaskinia była znana miejscowej ludności od dawna, ale z powodu podań o zamieszkiwaniu w niej duchów jaskiń i wód – Phe Thame i Phe Nam, nie była ona przez nich eksplorowana. Po raz pierwszy badana w 1905 roku, gdy Francuz Paul Macey przepłynął przez jaskinię długim na ok. 6,5 km podziemnym odcinkiem rzeki Xe Bang Fai na bambusowej tratwie. Podczas wojny wietnamskiej w rejonie jaskini toczyły się walki, po których pozostało dużo niewybuchów. W 2006 roku doszło do pierwszej dużej wyprawy badawczej pod kierownictwem Johna Pollacka. Podczas trwającej 8 dni eksploracji zespół sporządził mapy głównego korytarza i kilku bocznych, łącznie opisując 14 km korytarzy. Kolejna wyprawa pod kierownictwem Pollacka miała miejsce w 2008 roku.
Wejście do jaskini ma formę łuku skalnego o wysokości 60 m. Główny korytarz ma średnio 76 m szerokości i 53 m wysokości, komory mają wysokość do 120 m i szerokość do 200 m. Liczne nacieki, wybrane stalagmity osiągają długość 20 m.